# Xiphopteris apoensis
Xiphopteris apoensis là một loài dương xỉ trong họ Polypodiaceae. Loài này được Copel. Copel. mô tả khoa học đầu tiên năm 1947.